# Jorge Quesada (Moderner Fünfkämpfer)
Jorge Quesada (* 12. Januar 1961) ist ein ehemaliger spanischer Moderner Fünfkämpfer.
Er nahm 1984 an den Olympischen Spielen in Los Angeles teil, bei denen er sowohl im Einzel als auch mit der Mannschaft den achten Platz erreichte. 1988 nahm er an seinen zweiten Olympischen Spielen teil. In Seoul wurde er allerdings bei der Dopingkontrolle positiv auf Propranolol getestet und disqualifiziert.